# One False Step (Zvezdna vrata SG-1)
One False Step je naslov epizode znanstveno-fantastične serije Zvezdna vrata, v kateri mora ekipa SG-1 poiskati ponesrečeno letalo na planetu s prijaznimi in preprostimi prebivalci. Med njimi se kmalu po prihodu ekipe razširi nenavadna bolezen. O'Neill in Daniel se začneta čudno obnašati in pritoževati zaradi glavobolov. Očitno je posadka SG-1 nevede sprožila nekaj, kar lahko ogrozi obstoj celotne civilizacije.